# Liste der Naturdenkmale in Herbstein
Die Liste der Naturdenkmale in Herbstein nennt die im Gebiet der Stadt Herbstein im Vogelsbergkreis in Hessen gelegenen Naturdenkmale.
| Bild            | Bezeichnung                                 | Ortsteil, Lage                              | Beschreibung                                                                                              | Art          | Nr.     |
| --------------- | ------------------------------------------- | ------------------------------------------- | --- | ------------ | ------- |
| Fotos hochladen | Wilder Stein                                | Altenschlirf 50° 32′ 5,8″ N, 9° 23′ 36,3″ O | Lavastrom.                                                                                                |              | 8.033.2 |
| Fotos hochladen | Felsenruhe                                  | Herbstein 50° 34′ 15″ N, 9° 19′ 51,1″ O     | Langgezogene Basaltformation im Wald, unweit des Kolping-Feriendorfes.                                    | Felswand     | 8.034.1 |
| Fotos hochladen | Eiche in der Struth                         | Herbstein 50° 33′ 6,9″ N, 9° 19′ 55,1″ O    | Am Waldrand (alter Frankfurter Weg) in Herbstein. Höhe 27 m, Umfang 4,15 m.                               | Einzelbaum   | 8.035.1 |
| Fotos hochladen | Linde auf dem Anwesen des Grafen Westerhold | Herbstein 50° 33′ 46,4″ N, 9° 20′ 52,2″ O   | Privatgrundstück in der Stadtmitte von Herbstein. Höhe 21,5 m, Umfang 4,2 m.                              | Einzelbaum   | 8.036.1 |
| Fotos hochladen | Eiche an der Wolfsmühle                     | Herbstein 50° 32′ 45″ N, 9° 18′ 59,7″ O     | Landschaftsbildprägender Baum auf einer Wiese an der Wolfsmühle bei Herbstein. Höhe 18 m, Umfang 4,95 m.  | Einzelbaum   | 8.037.1 |
| Fotos hochladen | Linde am Friedhof                           | Lanzenhain 50° 32′ 17,9″ N, 9° 18′ 3″ O     | Landschaftsbildprägender Baum am Friedhof außerhalb des Dorfes Lanzenhain. Höhe 25 m, Umfang 6,55 m.      | Einzelbaum   | 8.038.1 |
| Fotos hochladen | Burgfrieden                                 | Lanzenhain 50° 32′ 32″ N, 9° 18′ 52,8″ O    | Blockhalde.                                                                                               |              | 8.039.2 |
| Fotos hochladen | Diebstein                                   | Lanzenhain 50° 32′ 45,2″ N, 9° 17′ 19,8″ O  | Alkalibasaltklippe, Lavastrom.                                                                            |              | 8.040.2 |
| Fotos hochladen | Die dicken Steine                           | Schadges 50° 34′ 15,5″ N, 9° 25′ 31,6″ O    | Basaltfelsen in einer Hecke in der Feldflur unweit des Waldes bei Schadges.                               | Einzelfelsen | 8.041.1 |
| Fotos hochladen | Huteeichen                                  | Steinfurt 50° 31′ 43,6″ N, 9° 24′ 44,9″ O   | Baumgruppe (3 Stück) am Waldrand (Abt. 288), direkt an der Straße zwischen Steinfurt und Schlechtenhagen. | Baumgruppe   | 8.042.1 |
| Fotos hochladen | Blutbuche vor der Kirche in Stockhausen     | Stockhausen 50° 33′ 50,8″ N, 9° 26′ 44″ O   | Trauerform der Blutbuche vor der Kirche in Stockhausen. Höhe 18 m, Umfang 2,85 m.                         | Einzelbaum   | 8.043.1 |
| Fotos hochladen | Stieleiche am Brandwald                     | Stockhausen 50° 34′ 13,7″ N, 9° 25′ 57,8″ O | Landschaftsprägender Einzelbaum auf Acker in Waldrandnähe von Stockhausen. Höhe 22,5 m, Umfang 5,95 m.    | Einzelbaum   | 8.044.1 |

## Belege
1. ↑  
Naturdenkmale in Hessen. (pdf; 405 kB) Anlage zu Kleine Anfrage der Abg. Ursula Hammann (BÜNDNIS 90/DIE GRÜNEN) vom 15.04.2011 betreffend Biotopverbund Teil 2 und Antwort der Ministerin für Umwelt, Energie, Landwirtschaft und Verbraucherschutz. Hessischer Landtag, 22. Juni 2011, S. 103–108, abgerufen am 4. Februar 2016.
2. 1 2 3 4 5 6 7 8 9 10 11 12 13 14 15  
Naturdenkmäler im Vogelsbergkreis -Übersichtstabelle- Anlage 1 der Verordnung. (pdf; 30 kB) www.vogelsbergkreis.de, 1. Januar 2018, abgerufen am 7. Januar 2022.

- Karte mit allen Koordinaten:
- OSM |
- WikiMap